# Panton Krueng (Panga)
Panton Krueng is een bestuurslaag in het regentschap Aceh Jaya van de provincie Atjeh, Indonesië. Panton Krueng telt 117 inwoners (volkstelling 2010).